# Sextus Empiricus
Sextus Empiricus (Σέξτος Ἐμπειρικός), levde under 100-talet i Alexandria och Aten, var en grekisk filosof och läkare.
Sextus Empiricus var skeptiker och författade på grekiska Pyrrhoniai hypotyposeis (Pyrrhoniska skisser) i tre böcker och Pros tus mathematikus (Mot matematikerna) i sex böcker (han vänder sig däri även mot de dogmatiska logikerna, fysikerna och etikerna). Skrifterna är inte bara huvudkällan för vår kännedom om skepticismen under senantiken, utan också bland de viktigaste källskrifterna för de äldre filosofernas åsikter. Bland hans egna bevis för skepticismen är hans invändningar mot den deduktiva slutledningen och mot kausaliteten de märkligaste. Mot den förra gör han gällande att varje deduktiv slutledning innehåller ett cirkelbevis, då översatsen måste grunda sig på en fullständig induktion, i vilken även slutsatsens innehåll ingår. Mot kausaliteten invänder han, att orsaken måste antingen vara samtidig med verkan eller i tiden gå före eller efter densamma. Samtidig kan den inte vara, ty då är orsak och verkan alldeles likställda, så att man ej kan avgöra vilken av dem som är orsaken. Före verkan kan orsaken ej heller vara, ty den är orsak endast tillsammans med verkan. Att tänka sig orsaken komma efter verkan är slutligen orimligt.
Sextus Empiricus Opera har utgivits 1718 och 1842. Hans Pyrrhonische Grundzüge har publicerats i tysk översättning (i Philosophische Bibliothek, 1877–1881). Hans medicinska skrifter (Iatrika) har gått förlorade.